# Rochy Putiray
Rochy Melkiano Putiray (né le 26 juin 1970 à Ambon en Indonésie) est un joueur de football international indonésien, qui évoluait au poste d'attaquant.

## Biographie

### Carrière en sélection
Avec l'équipe d'Indonésie, il joue 41 matchs (pour 17 buts inscrits) entre 1991 et 2004.
Il figure dans le groupe des sélectionnés lors des coupes d'Asie des nations de 2000 et de 2004.
Il joue également 12 matchs comptant pour les qualifications des coupes du monde 1994 et 1998.